# Alluminato di sodio
L'alluminato di sodio è il nome di una serie di ossidi e idrossidi complessi contenenti sodio e alluminio. In generale vengono chiamati "alluminato di sodio" i composti avente formula Na[Al(OH)4] (presente nelle soluzioni acquose di alluminato di sodio) e NaAlO2 (forma anidra, considerabile la combinazione di 1 mol di Na2O ed una di Al2O3).
È un importante composto chimico inorganico che viene prodotto principalmente dall'idrossido di alluminio.

## Produzione
L'alluminato di sodio è formato immergendo alluminio (se polverizzato la reazione è molto più veloce) in una soluzione di idrossido di sodio.
{\displaystyle {\ce {2NaOH\,+\,2Al\,+\,6H2O\to 2Na[Al(OH)_{4}]\,+\,3H_{2}\uparrow }}}
Il processo è accompagnato da un'ingente produzione di idrogeno e calore.
Alla fine della dissoluzione dell'alluminio, la soluzione viene fatta raffreddare, quindi si viene a creare un precipitato di alluminato contenente circa 70% dei prodotti utilizzati.
Il resto, nel migliore dei casi, è composto dall'acqua e dell'idrogeno liberato, successivamente l'alluminato in forma di Na[Al(OH)4] viene deidratato ad NaAlO2 e purificato utilizzando un coagulante che incrementa la flocculazione dell'alluminato di sodio. 

## Usi
Nella tecnologia edilizia, l'alluminato sodico viene addizionato al cemento per accelerare la sua solidificazione. È anche utilizzato nella produzione della carta.
L'alluminato sodico è un prodotto intermedio nel processo Bayer, che vede come obiettivo la separazione dell'allumina (ossido di alluminio) dalle impurità presenti nella bauxite come da reazione:
{\displaystyle {\ce {Al2O3\,+\,Fe2O3\,+\,TiO2\,+\,NaOH\to NaAlO_{2(sol)}\,+\,Fe2O_{3(prec)}\,+\,TiO_{2(prec)}}}}
{\displaystyle {\ce {2NaAlO2\,+\,4H2O\to 2NaOH\,+\,2Al(OH)_{3}}}}
{\displaystyle {\ce {2Al(OH)_{3}\,+\,\mathrm {calore} \to Al2O3\,+\,3H2O}}}
Così facendo si ottiene allumina pura al 99%, materia prima nel processo HALL per la produzione industriale di alluminio metallico.